# Abteikirche Otterberg

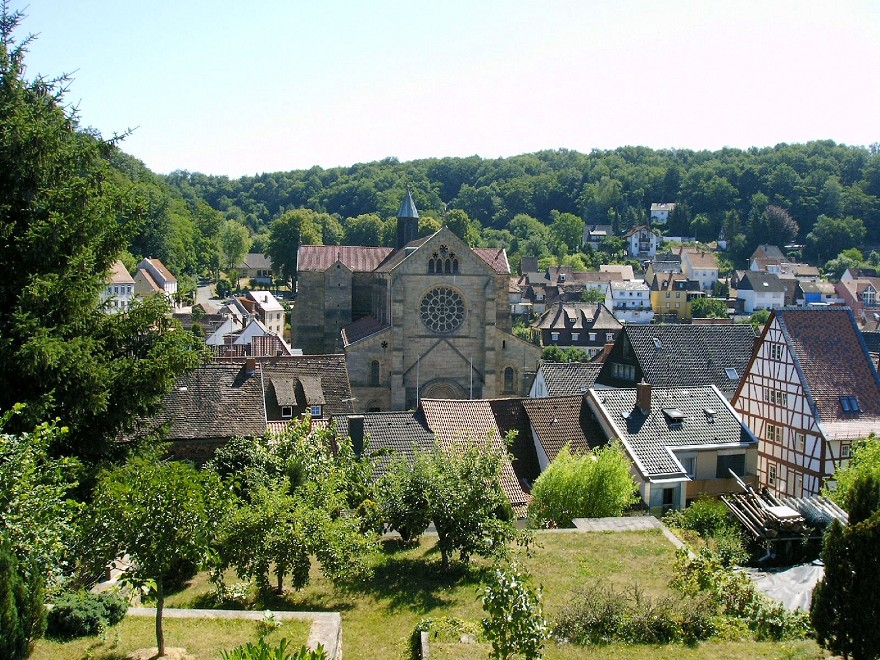
Lage der Abteikirche in Otterberg

Die Abteikirche Otterberg ist die romanische Kirche der ehemaligen Zisterzienserabtei Otterberg bei Kaiserslautern. Nach dem Speyerer Dom ist sie die größte Kirche in der Pfalz. Heute wird sie als Simultankirche von der evangelischen und der römisch-katholischen Ortsgemeinde genutzt.

## Geografische Lage
Die Abteikirche bildete das Zentrum der Abtei und heute der Stadt Otterberg im Landkreis Kaiserslautern in Rheinland-Pfalz, das etwa 6 Kilometer nördlich von Kaiserslautern liegt.

## Geschichte

### Bauablauf
Noch vor 1168 wurde mit dem Bau der Klosteranlage am Otterbach begonnen. Nach teilweise dendrochronologisch absolut datierbaren Befunden, ergänzt um relative Datierungen, die aus der Abfolge der verwendeten Steinmetzzeichen gewonnen wurden, erstreckte sich der Bauverlauf wie folgt:
- Fundamentierungen vor 1168–1177;
- 1180–1199 entstanden der untere Teil des südlichen Seitenschiffs, Südquerhaus und Chor bis zum Gewölbeansatz, gefolgt vom Nordquerhaus und den Ostjochen des Nordschiffs und den Kapellen des Querhauses.
- 1199–1204 wurden die restlichen Wände des Querhauses bis zum Gewölbeansatz hochgezogen und der Bau des Langhauses schritt nach Westen voran.
- 1204–1211 Querhaus und Chor wurden fertiggestellt und eingewölbt. Dazu mussten als Widerlager für die Vierung auch die östlichen Joche des Langhauses errichtet und eingewölbt werden. Vermutlich fand abschließend eine erste Weihe von Chor und Querhaus statt, so dass diese gottesdienstlich genutzt werden konnten.[2] Auch die Außenmauer des Südschiffes erhielt ihre abschließende Höhe.
- 1211–1236 wurden die vier östlichen Joche von Haupt- und Seitenschiffen bis zum Gewölbe fertiggestellt und der untere Bereich des Westabschlusses.
- 1236–1246 wurde der Westgiebel vollendet und am Dach gearbeitet. Die Fensterrose ist inschriftlich auf 1241 datiert.
- Nach 1246 erhielt die Kirche ihr endgültiges Dach.

Noch 1253 fehlten dem Konvent zur Fertigstellung der Kirche erforderliche Mittel, aber am 10. Mai 1254 fand die Gesamtweihe der Kirche durch den Auxiliarbischof Arnold von Semgallen im Beisein des Mainzer Erzbischofs Gerhard I. von Dhaun statt. Patrone waren Maria und Johannes der Täufer. Zur Geschichte der Kirche nach ihrer Vollendung gibt es nur wenige Nachrichten.

### Nach der Reformation

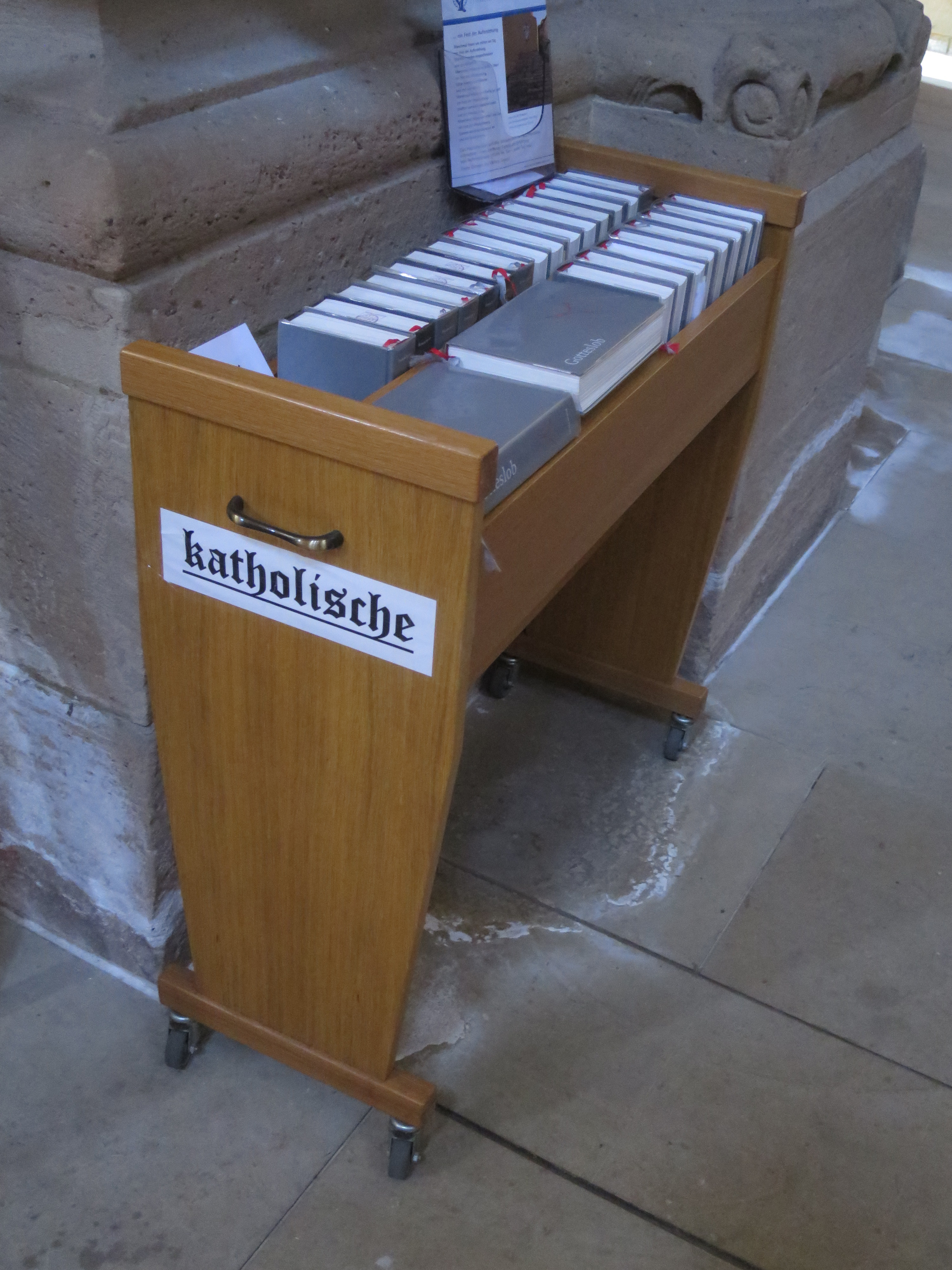
In einer Simultankirche muss darauf geachtet werden, dass Gesangbücher (evangelisch) und Gotteslob (römisch-katholisch) nicht in ökumenische Unordnung geraten!

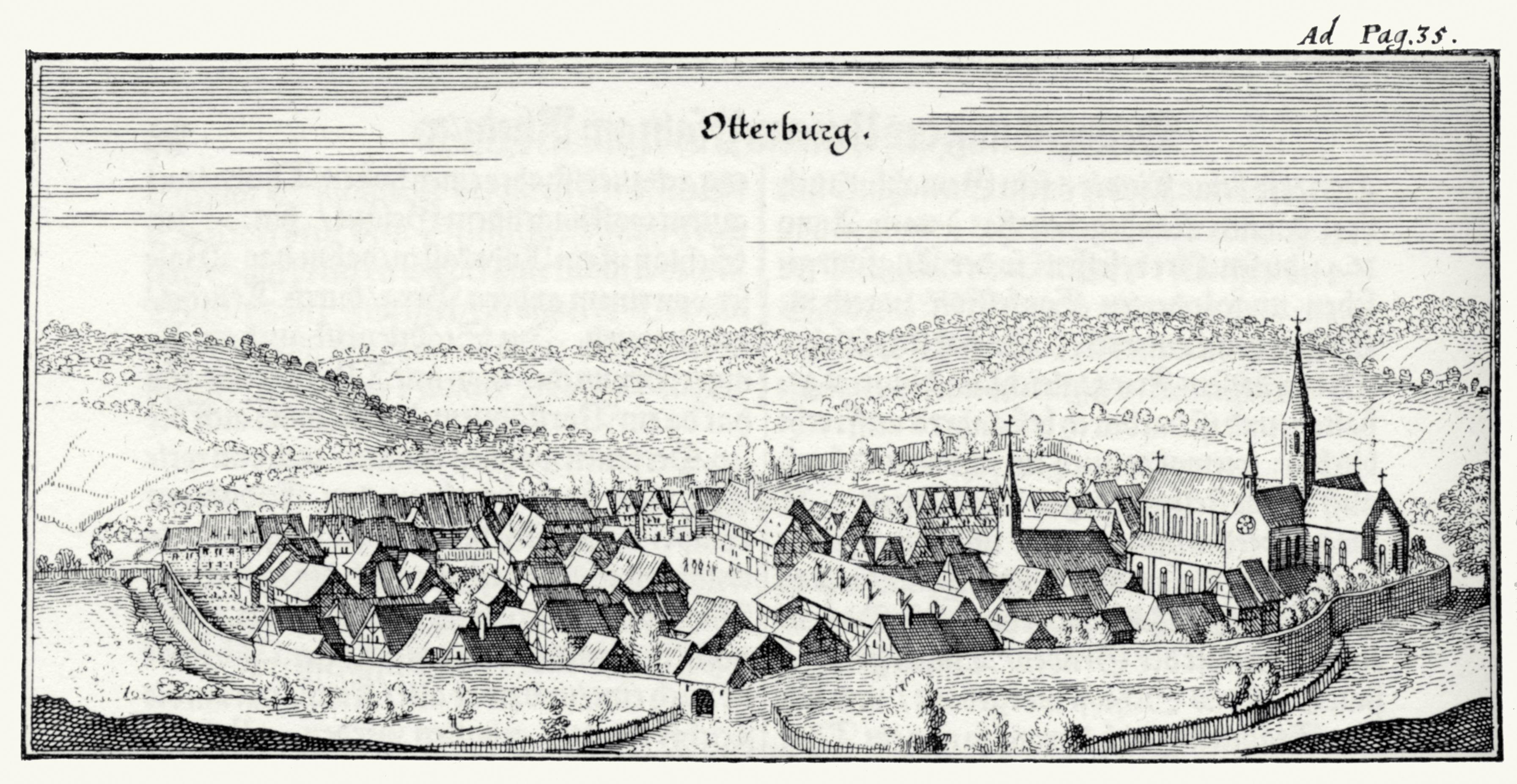
Darstellung von Matthäus Merian: Otterberg mit der Abteikirche, Mitte des 17. Jahrhunderts

Im Zuge der Reformation fiel das Kloster um 1560 an die Pfalz. Pfalzgraf Johann Casimir siedelte hier ab 1579 reformierte Glaubensflüchtlinge, Wallonen, aus den spanischen Niederlanden an, die die ehemalige Abteikirche nun für ihre Gottesdienste nutzten. Die Kirche befand sich jedoch in einem baulich schlechten Zustand: Das Dach war undicht und Regenwasser tropfte durch das Gewölbe in die Kirche. Die neue Gemeinde erhielt bereits 1581 Stadtrechte. Nach kurzer Blüte setzte der Dreißigjährige Krieg der Stadt schwer zu: 1622 wurde sie von Truppen der Katholischen Liga, 1631 von den protestantischen Schweden und 1635 erneut von der Liga eingenommen. Ein Drittel der Häuser war anschließend zerstört, viele Familien waren geflohen. Das Kirchengebäude aber scheint den Krieg einigermaßen unversehrt überstanden zu haben. Die Schäden, die aus der Folgezeit bekannt sind, lassen zum einen eher auf mangelnde Bauunterhaltung schließen, zum anderen ereignete sich 1670 oder 1671 ein Großbrand, der das Dach und den Dachreiter über der Vierung zerstörte.
Die Bevölkerung, die sich nach dem Krieg an den Wiederaufbau von Ottersberg machte, war konfessionell dreigeteilt: 1680 gab es 28 reformierte, neun römisch-katholische und acht lutherische Familien. Hinzu kam der mehrfache Konfessionswechsel in den Familienzweigen der Pfalzgrafen, die sich letztendlich der römisch-katholischen Konfession zuwandten. Das führte 1691 dazu, dass Pfalzgraf Johann Wilhelm anordnete, dass die Römisch-Katholischen die reformierte ehemalige Abteikirche in Otterberg mitbenutzen durften; 1698 wurde das Recht auch den Lutheranern eingeräumt. 1707 kam es dann zu einer räumlichen Aufteilung innerhalb des Kirchengebäudes: Chor und Querschiff wurden der römisch-katholische Gemeinde zugesprochen, das Langhaus der reformierten; 1708 wurde die Trennung durch das Einziehen einer Trennwand auch baulich nachvollzogen. Die Lutheraner errichteten 1732 bis 1743 eine eigene Kirche, die 1830 – nach der Kirchenunion von 1818 – überflüssig war und abgerissen wurde.
1789 galt das Gebäude als einsturzgefährdet. Von den im Zuge der Revolutionskriege einmarschierenden Franzosen wurde es beschlagnahmt und als Lagerhalle genutzt.

### Neuzeit
1815 kam die Pfalz an das Königreich Bayern, 1818 vereinigten sich hier die beiden evangelischen Konfessionen zu einer Kirche. 1821 bis 1831 wurde die ehemalige Abteikirche erstmals gründlich saniert. Dabei wurde ein neues Drainagesystem eingebaut und der Boden um 1,5 m–2 m höher gelegt. Nach anderen Angaben sollen es sogar bis zu 2,40 m gewesen sein. Zwischen Chor und Querhaus wurde eine etwa 3 m hohe Mauer hochgezogen und der abgetrennte Teil zur römisch-katholischen Sakristei. Weiter wurde die Apsis mit einer weiteren Mauer vom Chor getrennt und dort ein Glockenstuhl als Ersatz für den – bei einer Zisterzienserkirche immer fehlenden – Kirchturm aufgestellt. Im evangelischen Teil wurde eine Empore eingezogen. Auf das Dach wurden zwei Dachreiter aufgesetzt, die aber 1865 wieder entfernt werden mussten. 1898 wurde eine Sakristei für die römisch-katholische Gemeinde an das südliche Querhaus angebaut; die entsprechenden Einbauten im Chor konnten so wieder entfernt werden.
Die nächsten Renovierungen folgten 1902 (evangelischer Teil) und 1911 (römisch-katholischer Teil).
1970/71 erfolgte eine Außenrenovierung, und auf der Vierung wurde wieder ein Dachreiter nach dem Vorbild eines Stiches von Matthäus Merian als Glockenturm aufgesetzt. Mit der Trennwand vom Beginn des 18. Jahrhunderts war der ursprüngliche Raumeindruck völlig verlorengegangen. Sie wurde deshalb 1979–1981 entfernt. Es folgte eine umfassenden Renovierung, geleitet durch den Baudirektor Peter Roth. Seitdem wird die Kirche wieder als Simultankirche genutzt. Die Nutzungsrechte beider Gemeinden blieben dabei unberührt. Die Kirchenbänke im Querschiff dienen weiterhin der römisch-katholischen Gemeinde, die Einzelstühle im Langhaus der evangelischen, wobei beide Gemeinden denselben Altar in der Vierung nutzen. Bei der Renovierung in den 1980er Jahren wurde das mittelalterliche Drainagesystem archäologisch untersucht, zum zweiten Mal ein neues Drainagesystem eingebaut und der Boden wieder auf etwa die ursprüngliche Höhe abgesenkt.

## Gebäude

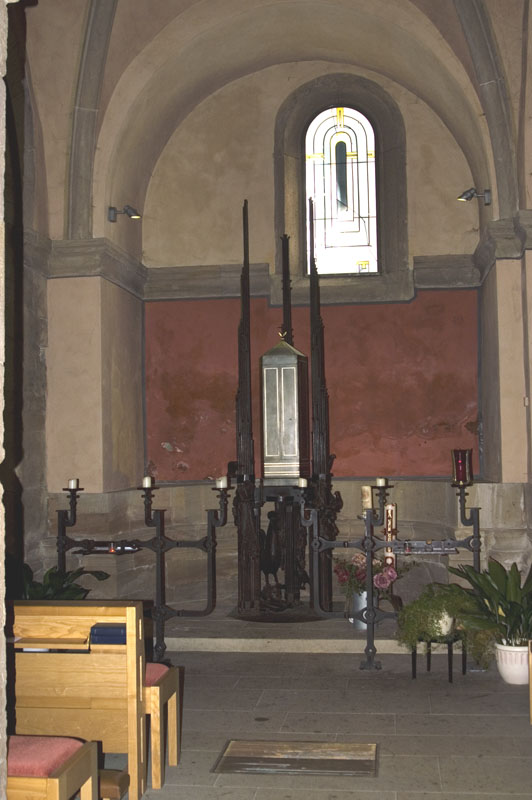
Sakramentskapelle mit Fenster von Johannes Schreiter

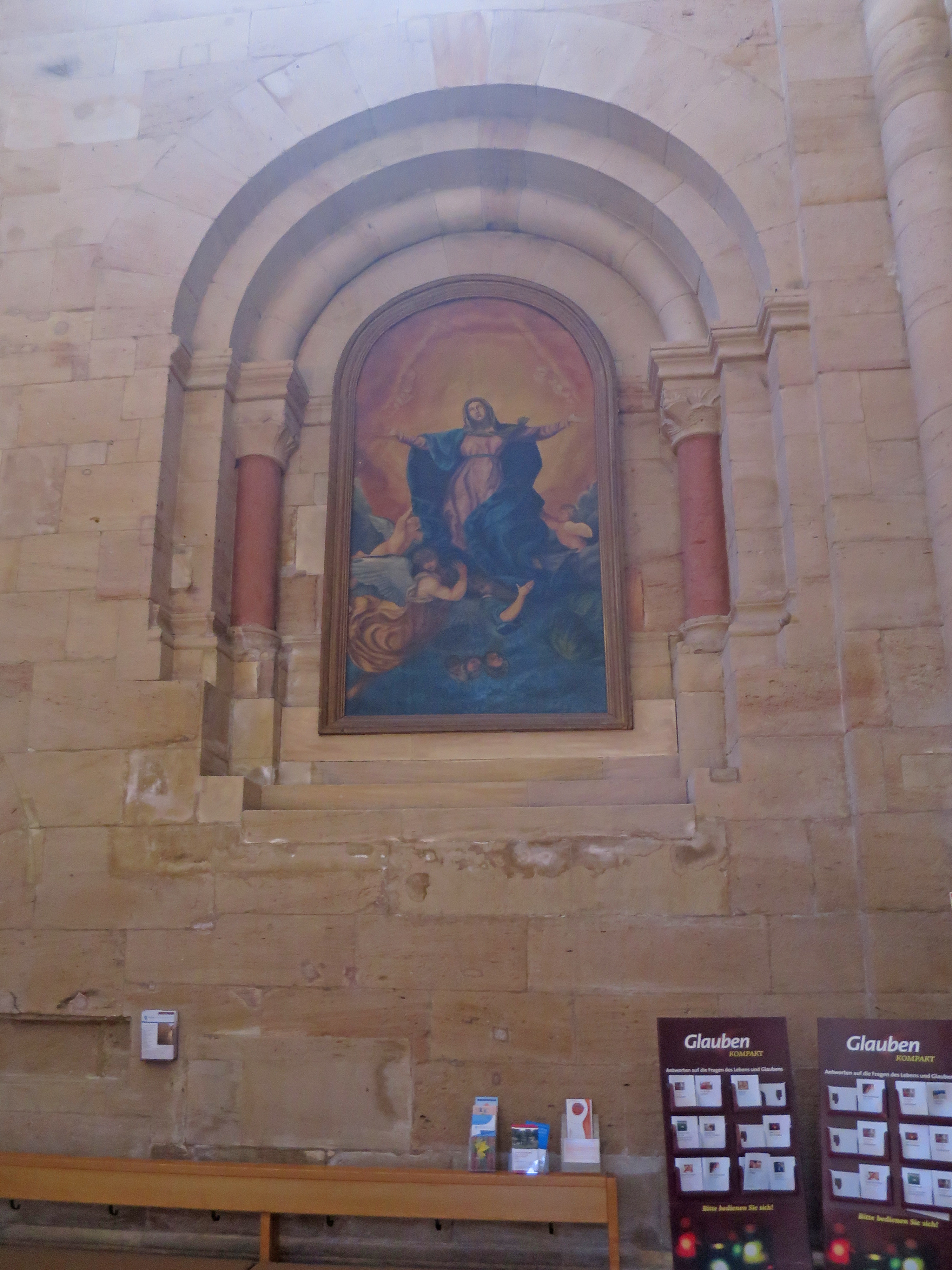
Durchgang zum Dormitorium in der Südwand des Querschiffes

Die Abteikirche in Otterberg ist nicht nur die zweitgrößte Kirche, sondern auch die größte und besterhaltene Klosterkirche der Pfalz. Sie ist ein herausragendes Beispiel der zisterziensischen Ordensarchitektur.
Das Gebäude ist West-Ost ausgerichtet, 79,5 m lang, 24,6 m breit, 20 m hoch und im Grundriss kreuzförmig. Es besteht aus gelblichem Sandstein. An einem Teil der Steinquader sind noch die Steinmetzzeichen zu erkennen. Nach der letzten Renovierung verblieb das Gebäude steinsichtig.
Auffällig ist ein starkes Festhalten am Stil der ersten Bauphase über etwa ein halbes Jahrhundert.

### Fundamentierung
Die Fundamentierung des Gebäudes erwies sich als sehr schwierig und aufwändig. Zwischen dem steilen Talhang und dem Otterbach gelegen, drückten eine große Menge Hangwasser und das hochstehende Grundwasser gegen das Gebäude. Um das Bauwerk dagegen zu sichern, musste ein ganzes System von Kanälen angelegt werden, um das Wasser abzuleiten. Diese Form der Fundamentierung ist für ein mittelalterliches Gebäude einzigartig. Noch für das beginnende 19. Jahrhundert wurde berichtet, dass im Winter das Wasser in der Kirche – wohl nach vernachlässigter Wartung der Drainage – „mehrere Schuh“ hoch stand.
Von Nord nach Süd, das Hauptschiff querend, verlief im Fundamentbereich eine hölzerne Wasserleitung, in der Trinkwasser für das Kloster floss. Sie ist dendrochronologisch in ihren ältesten erhaltenen Abschnitten auf 1168 datiert und wurde bei einer archäologischen Grabung 1968 freigelegt. Das Trinkwasser kam aus einer der zahlreichen Quellen am Fuß des Schlossbergs. Von dort führte die Wasserleitung unter der Klosterkirche hindurch in die Klausur. Wo genau die Leitung ursprünglich endete, ist nicht bekannt.

### Langhaus
Am Langhaus fällt auf, dass das Mittel- und das nördliche Seitenschiff 88 cm höher liegen als das erstgebaute südliche Seitenschiff. Letzteres ist auch 90 cm breiter als sein nördliches Pendant. Diese Änderung während des Baus hatte vermutlich mit den Problemen zu tun, die das hochstehende Grundwasser verursachte. Die geplante Vorhalle, für die die Anschlüsse an der Westfassade zu sehen sind, wurde nie ausgeführt.

### Querhaus und Kapellen
In der Südwand des südlichen Querschiffarms ist in etwa 2 m Höhe der – heute vermauerte – Durchgang zum – nicht erhaltenen – Dormitorium zu erkennen. Hier wurde das zentrale Bild des ehemaligen römisch-katholischen Hochaltars aus dem 19. Jahrhundert eingefügt. Auch die Wandflächen, in denen sich ehemals die Zugänge zu den nicht erhaltenen Kapellen befanden, sind heute zugemauert. Diese ursprünglich neun Kapellen, die östlich den Armen des Querhauses und dem Chor vorgelagert waren, sind nicht erhalten. Ende des 19. Jahrhunderts wurde über der Fläche der beiden inneren Kapellen des Südquerhauses ein an romanische Formen angelehnter Anbau mit Pultdach gesetzt, der ursprünglich als Sakristei für die römisch-katholische Gemeinde diente. Heute befindet sich in einer der beiden Seitenkapellen der Tabernakel, die zweite Seitenkapelle dient als Taufkapelle. Die Buntglasfenster stammen von Johannes Schreiter.

### Gewölbe
Die Kirche wurde im gebundenen System eingewölbt. Sie übernahm die Gewölbeverteilung des frühgotischen Langhauses der ab 1138 errichteten Abteikirche Pontigny; auch die Arkaden und Gewölbe der Seitenschiffe sind schon spitzbogig. Aber im Gegensatz zu Pontigny haben alle Portale romanische Formen und ebenso fast alle Fenster. Damit ist die Kirche dem Stil der oberrheinischen Spätromanik zuzurechnen. Erst im Westgiebel werden gotische Fensterformen übernommen, und nach Westen hin werden die Pfeiler etwas graziler. Durch die verwendeten großen Quader wirkt das Mauerwerk besonders wuchtig. An den Strebepfeilern lässt sich eine Entwicklung von plumpen Proportionen zu stärker differenzierten, zierlicheren Elementen erkennen. Die für den zisterziensischen Stil charakteristische Askese wurde während der langen Bauzeit immer beachtet.

### Ausstattung und Grablegen
Die heutige Ausstattung stammt überwiegend aus dem 20. Jahrhundert. Die im Südschiff aufgestellten Grabplatten aus dem 13. bis 16. Jahrhundert wurden hierhin sekundär verbracht und stammen überwiegend aus dem – nicht erhaltenen – Kreuzgang. Sie stammen zu einem erheblichen Teil von Mitgliedern der Familie der Raugrafen, einer hochadeligen Familie, die in der Umgebung begütert war. Außerdem wurde in der Kirche Bischof Eberhard I. von Worms, der ebenfalls aus dieser Familie stammte, beigesetzt.

### Details
Die Quader, aus denen die Kirche errichtet ist, weisen eine große Zahl unterschiedlicher Steinmetzzeichen auf.
Die Sonnenuhr an der Südwand gehört zum Originalbestand und ist eine der ältesten erhaltenen in Deutschland.

## Orgel
Bis 1979 befanden sich in der Abteikirche zwei Orgeln: ein „katholisches“ Instrument im nördlichen Querhaus auf einer Empore aus dem Jahr 1931, und das „protestantische“ Instrument, ebenfalls auf einer Empore direkt an der Trennwand.
Heute gibt es eine „ökumenische“ Orgel, finanziert von beiden Konfessionen. Sie befindet sich in einem Joch des Hauptschiffs vor der Vierung und fügt sich in den Arkadenbogen ein. Das Instrument wurde 1999 von der Schweizerischen Orgelbaufirma Goll (Luzern) mit 26 Registern (1.648 Pfeifen) auf drei Manualen und Pedal errichtet. Das Instrument hat mechanische Spiel- und Registertrakturen.

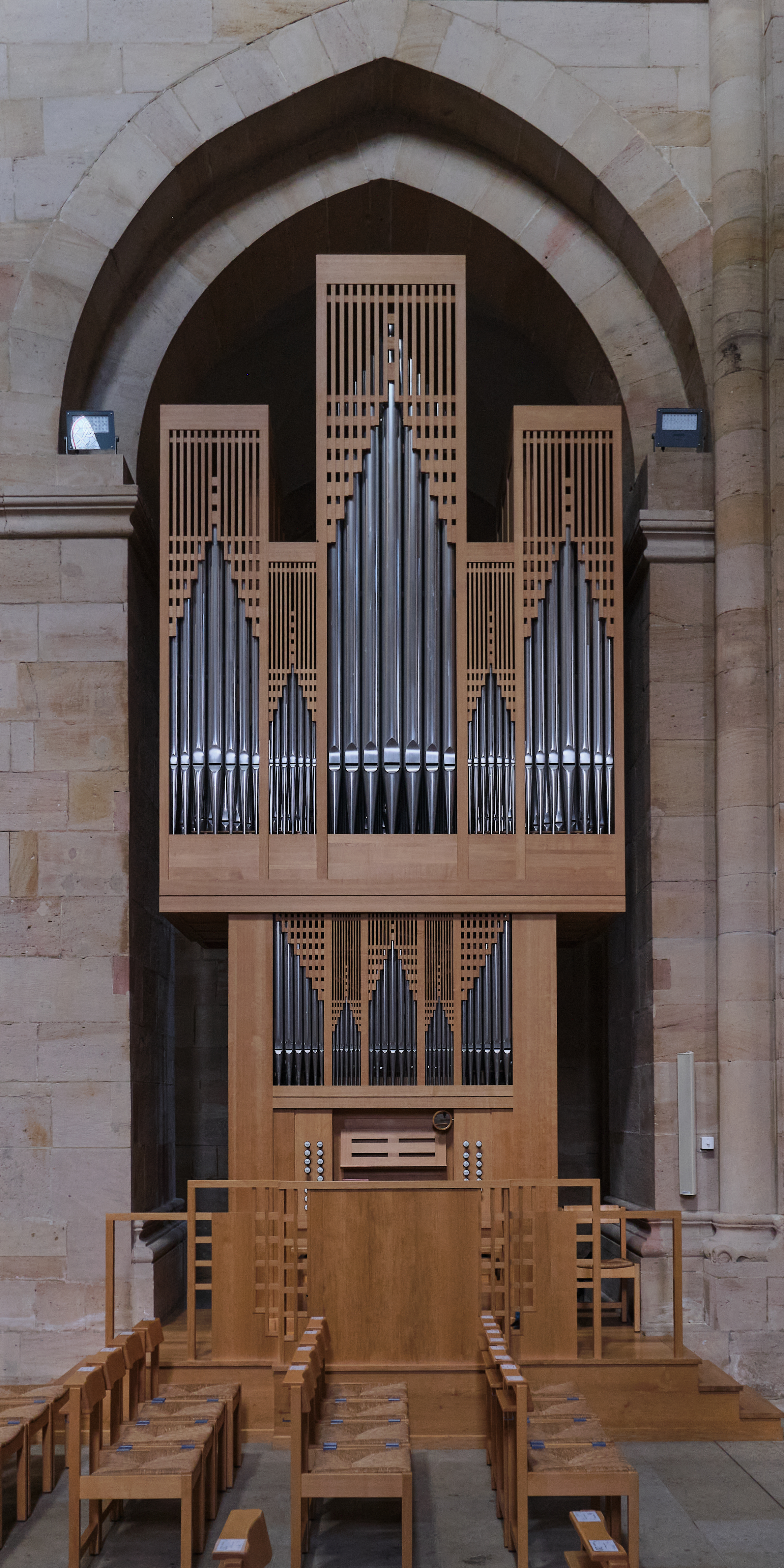
Goll-Orgel in einer Bogennische

| I Hauptwerk C–g3 |            |       |
| 1.               | Principal  | 8′    |
| 2.               | Hohlflöte  | 8′    |
| 3.               | Gamba      | 8′    |
| 4.               | Octave     | 4′    |
| 5.               | Spitzflöte | 4′    |
| 6.               | Quinte     | 2 ⁄3′ |
| 7.               | Octave     | 2′    |
| 8.               | Mixtur IV  | 1 ⁄3′ |
| 9.               | Trompete   | 8′    |

| II Brustwerk C–g3 |            |        |
| 10.               | Salicional | 8′     |
| 11.               | Gedackt    | 8′     |
| 12.               | Principal  | 4′     |
| 13.               | Rohrflöte  | 4′     |
| 14.               | Nasat      | 2 ⁄3′  |
| 15.               | Terz       | 1 3⁄5′ |
| 16.               | Flageolet  | 2′     |
| 17.               | Scharf IV  | 1′     |
| 18.               | Musette    | 8′     |
|                   | Tremulant  |        |

| III Cornettwerk g0–g3 |            |    |
| 19.                   | Flöte      | 8′ |
| 20.                   | Cornett IV | 4′ |

| Pedal C–f1 |                        |     |
| 21.        | Subbass                | 16′ |
| 22.        | Octave (C-H aus Nr. 1) | 8′  |
| 23.        | Cello (C-H aus Nr. 3)  | 8′  |
| 24.        | Octave                 | 4′  |
| 25.        | Posaune                | 16′ |
| 26.        | Trompete (Nr. 25)      | 8′  |

- Koppeln: II/I, III/I, I/P, II/P

## Glocken
In der simultan genutzten Kirche hat jede der beiden Kirchgemeinden auch ihr eigenes Geläut. Die drei Stahlglocken der Katholiken hängen seit 1971 in einem neu errichteten Dachreiter über der Vierung, davor im Dachstuhl. Die Glocken der evangelischen Gemeinde hängen im Dachstuhl über der Rosette der Westfassade. Dieses Geläut besteht ebenfalls aus drei Stahlglocken und einer der kleinen Vaterunserglocke aus Bronze, die jedoch nur einzeln geläutet wird. Die Stahlglocken beider Geläute wurden vom Bochumer Verein gegossen, die katholischen 1924, die evangelischen 1950. Die Bronzeglocke goss Pfeiffer/Kaiserslautern im Jahr 1926. Die beiden Geläute sind aufeinander abgestimmt, läuten eher selten zusammen, aber jedenfalls jeden Samstagabend den Sonntag ein.

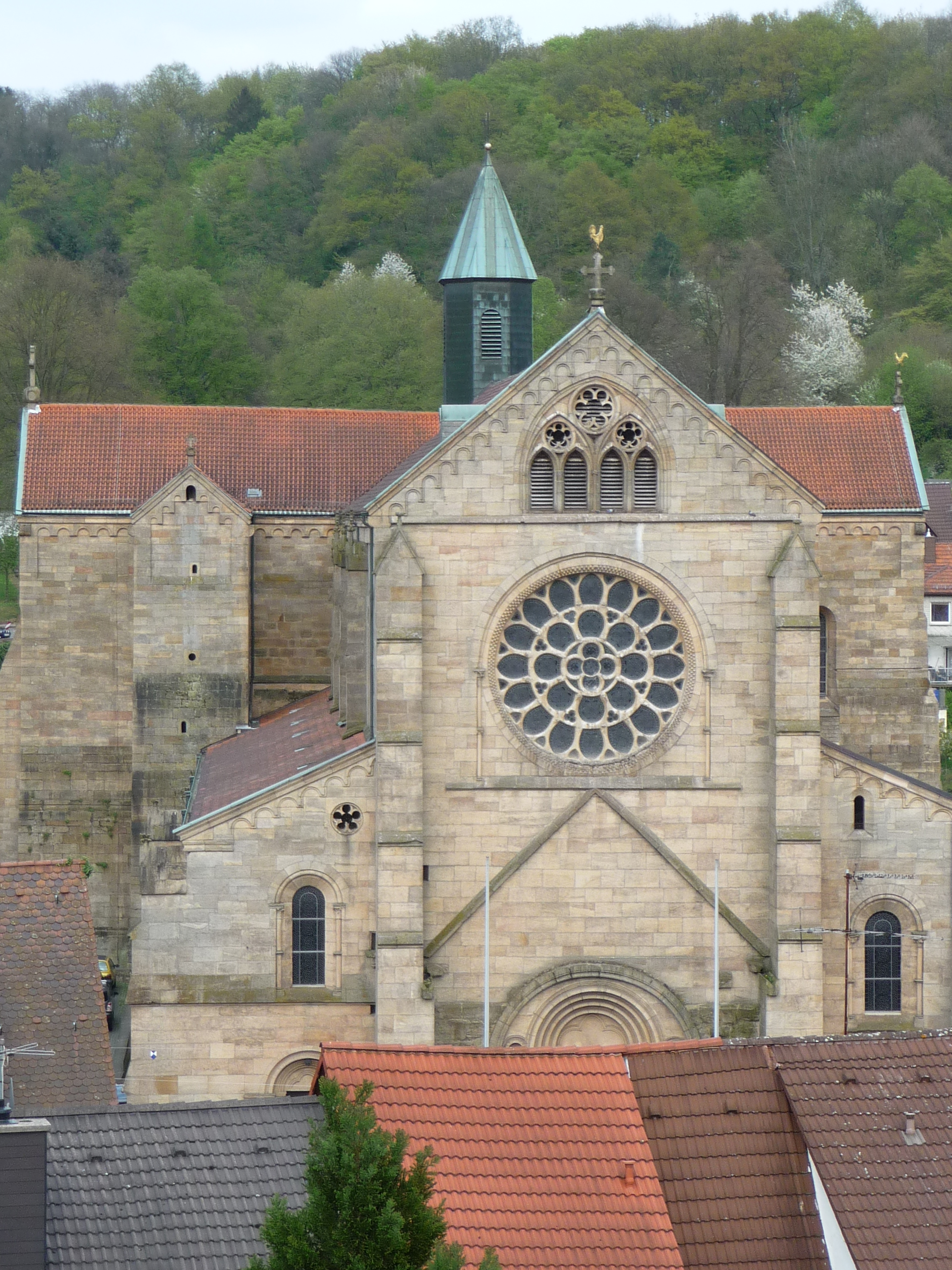
Dachreiter für die ‚katholischen‘ Glocken (hinten) und Schallöffnungen über der Rosette für das ‚evangelische‘ Geläut

| Katholisches Geläut  |                    |    |         |         |
| 1                    | Herz-Jesu-Glocke   | e′ | 974 kg  | 1380 mm |
| 2                    | Marienglocke       | g′ | 728 kg  | 1170 mm |
| 3                    | Josefsglocke       | a′ | 480 kg  | 1016 mm |
| Evangelisches Geläut |                    |    |         |         |
| 1                    | Wilhelminenglocke  | h° | 2950 kg | 1740 mm |
| 2                    | Friedensglocke     | d′ | 1710 kg | 1485 mm |
| 3                    | Taufglocke         | e′ | 1250 kg | 1325 mm |
| 4                    | Vater-Unser-Glocke | h′ | 0325 kg | 0830 mm |